# Kondli, Gubbi
Kondli là một làng thuộc tehsil Gubbi, huyện Tumkur, bang Karnataka, Ấn Độ.